# Hadjina wichti
Hadjina wichti is een vlinder uit de familie uilen (Noctuidae). De wetenschappelijke naam is voor het eerst geldig gepubliceerd in 1903 door Hirschke.
De soort komt voor in Europa.